# Norman Pritchard
Norman Gilbert Pritchard (Calcuta, Raj Britànic, 23 de juny de 1877 – Norwalk, Califòrnia, 31 d'octubre de 1929) va ser un atleta i actor britànic nascut a l'Índia, que arribà a ser una estrella de Hollywood i Broadway, moment en què fou conegut com a Norman Trevor.

## Biografia
Fill de George Petersen Pritchard, comptable d'una empresa, i Helen Maynard Pritchard, estudià al Saint Xaviers College de Calcuta. A Calcuta s'apassionà per l'esport i demostrà les seves qualitats atlètiques guanyant el Campionat de Bengala durant set anys consecutius, entre 1894 i 1900. L'estiu de 1900 es traslladà a Londres, on fou seleccionat pel London Athletic Club per participar en els Jocs Olímpics de París. Allà guanyà dues medalles de plata en ser segon a les finals dels 200 metres, rere Walter Tewksbury, i dels 200 metres tanques, rere Alvin Kraenzlein. Pritchard va millorar el rècord mundial en la segona sèrie dels 110 metres tanques, però en la final hagué d'abandonar. També disputà les proves dels 60 i els 100 metres, quedant eliminat en les qualificacions.

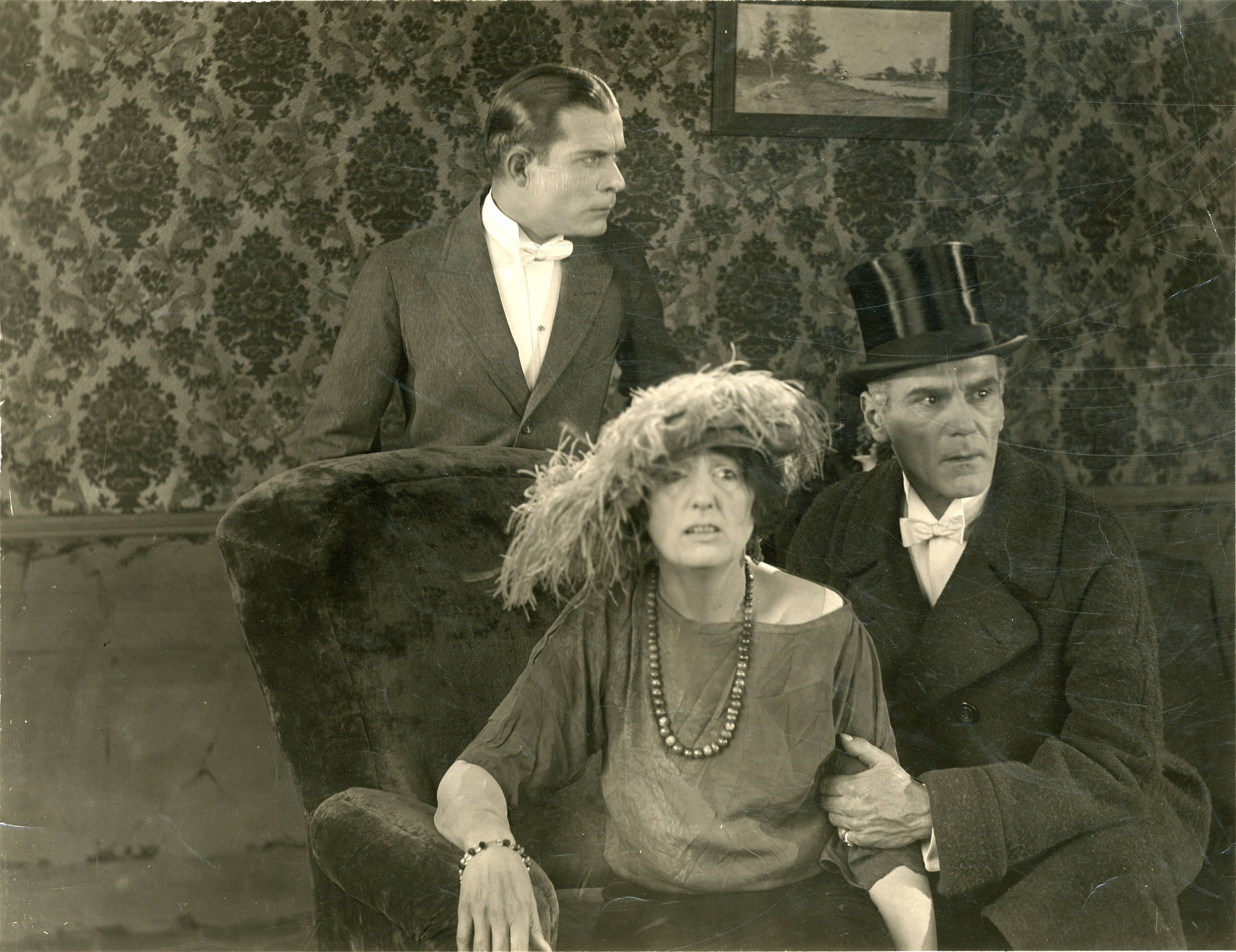
Trevor, a la dreta, amb Earle Foxe i Florence Reed a The Black Panther's Cub (1921).

Un cop finalitzats els Jocs tornà a l'Índia, on fou president del Bengal Presidency Athletic Club entre 1900 i 1902 i secretari de la Federació Índia de Futbol. El 1905 es traslladà a viure a Anglaterra i tornà a vincular-se al London Athletic Club.
Posteriorment es traslladà als Estats Units on es guanyà la vida com a actor de teatre i cinema mut amb el nom de Norman Trevor. Entre 1915 i 1929 va participar en un mínim de 29 pel·lícules. A Hollywood actuà de secundari en pel·lícules com Beau Geste (1926), Dancing Mothers (1926) i Tonight at Twelve (1929). També participà en diversos espectacles de Broadway.

## Filmografia
- After Dark (1915)
- The Ivory Snuff Box (1915)
- The Runaways (1915)
- National Red Cross Pageant (1917)
- The Daredevil (1920)
- Romance (1920)
- The Daughter Pays (1920)
- The Black Panther's Cub (1921)
- Jane Eyre (1921)
- Roulette (1924)
- Wages of Virtue (1924)
- The Man Who Found Himself (1925)
- The Song and Dance Man (1926)
- Dancing Mothers, (1926)
- Beau Geste (1926)
- The Ace of Cads (1926)
- The Music Master (1927)
- New York (1927)
- Afraid to Love (1927)
- Children of Divorce (1927)
- Sorrell and Son (1927)
- The Warning (1927)
- The Wizard (1927)
- The Siren (1927)
- Mad Hour (1928)
- Restless Youth (1928)
- The Love Trap (1929)
- Tonight at Twelve (1929)